# Авеню C
Авеню C — улица в нейборхуде Алфабет-Сити в боро Манхэттен:21, проходящая с севера на юг к востоку от авеню B и к западу от авеню D. Другое название улицы: авеню Лоуисайда. Улица начинается от Хаустон-стрит и заканчивается у 23-й улицы, переходя с 18-й улицы под магистраль ФДР. Выше 14-й улицы авеню C образует восточную границу нейборхуда Стайвесант-таун — Питер-Купер-Виллидж. Южнее пересечения с Хаустон-стрит авеню C переходит в Питт-стрит и далее — в Монтгомери-стрит.

## История и описание
Улица была создана в соответствии с генеральным планом Манхэттена 1811 года как одна из 16 улиц, идущих с севера на юг, шириной 30 метров, включая 12 пронумерованных авеню и четыре обозначенных литерами, расположенных к востоку от Первой авеню.
В 1987 году авеню C приобрела второе название: Лоуисайда-авеню — в знак признания пуэрто-риканского наследия этого нейборхуда:

Они [нейборхуды] назывались Нижний Ист-Сайд, Ист-Виллидж, Алфабет-сити. Но на ньюйориканском, местном латиноамериканском диалекте, это была Лоуисайда. Популяризованное в 1974 году поэтом Биттманом Ривасом имя получило официальное признание, когда в 1987 году городские власти присвоили авеню C дополнительное название Лоуисайда-авеню.
Оригинальный текст (англ.)It was called the Lower East Side, the East Village, Alphabet City. But in Nuyorican, the local Latino vernacular, it is Loisaida. Popularized by the poet Bittman Rivas in 1974, the name became official when the city sanctioned Loisaida Avenue as another name for Avenue C in 1987.

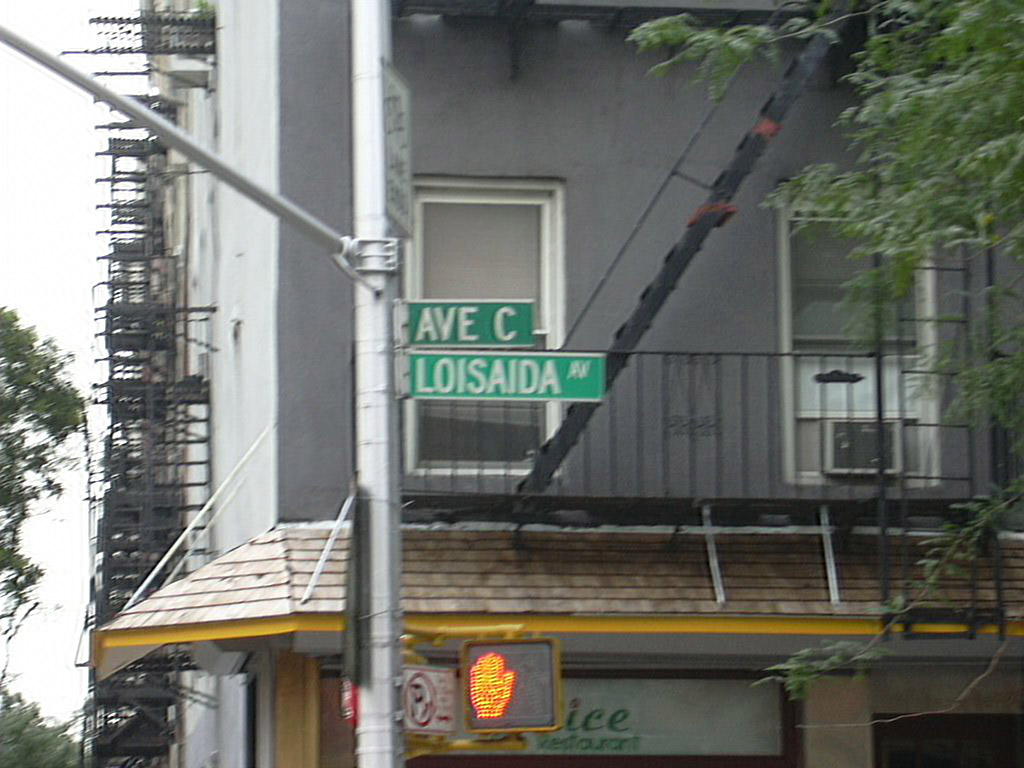
Дублированное название: авеню C/Лоуисайда-авеню

Термин «Лоуисайда» происходит из спанглиша, являясь производным от англ. Lower East Side — Нижний Ист-Сайд. Хотя нейборхуд фактически выделился из Нижнего Ист-Сайда в Ист-Виллидж, многие жители Лоуисайды всё ещё считают его частью прежнего большого нейборхуда.
На пересечении Лоуисайда-авеню и 9-й улицы расположено два общественных сада. Их часы работы зависят от времени года и наличия добровольных рабочих, но они открыты для всех желающих, а плата за вход в них не взимается. Также здесь находится панк-хаус C-Squat, в котором в 2012 году открылся Музей освоенного городского пространства.

## Достопримечательности
Здание Общественного национального банка по адресу авеню C, 106, на углу Восточной 7-й улицы было построено в 1923 году как филиал. Оно было спроектировано Юджином Шоном, известным в то время приверженцем архитектуры модернизма. Общественный национальный банк был банком штата Нью-Йорк, и Шон спроектировал для него несколько филиалов. Здание на авеню C было продано в 1954 году и превращено в дом престарелых. Также к нему был пристроен третий этаж. В 1980-х годах он был преобразован в жилое здание.

## Транспорт
Авеню C обслуживается автобусными маршрутами маршруты M9, M14D SBS и M23 SBS.
С 1999 года на авеню проложена велосипедная дорожка. Почти на всей длине авеню она является выделенной полосой.